# P.J. Perry
Paul John Perry (Calgary, 2 december 1941) is een Canadese jazzmuzikant (saxofoon, klarinet, fluit) en -componist.

## Onderscheidingen
P.J. Perry won in 1993 de Juno Award voor beste jazzopname voor zijn album My Ideal en zeven jaar lang ontving hij de Critics Choice Award van het tijdschrift Jazz Report voor de beste uitvoering van altsaxofoon. P.J. Perry's album met het Edmonton Symphony Orchestra ontving een Juno-nominatie. In 2007 ontving hij een eredoctoraat van de Universiteit van Alberta. In 2016 ontving P.J. Perry de Orde van Canada door gouverneur-generaal David Johnston.
P.J. Perry, de zoon van tenorsaxofonist Paul Guloien (die de artiestennaam Paul Perry gebruikte), begon zijn muzikale carrière als altsaxofonist in de band van zijn vader op 14-jarige leeftijd. Binnen een jaar was P.J. Perry freelance in Vancouver. Ondanks verschillende aanbiedingen om in de Verenigde Staten te spelen (onder meer van Terry Gibbs toen hij 18 was), bracht Perry het grootste deel van zijn carrière door in Canada, met enkele korte optredens in Europa. Hij werkte samen met vooraanstaande Canadese jazzmuzikanten, waaronder o.a. bij Rob McConnells Boss Brass, met Oliver Jones, Ron Collier, Sonny Greenwich, Maury Kaye, Cory Weeds en Tommy Banks. Volgens Allmusic combineerde hij aspecten van het spel van Art Pepper, Sonny Stitt en Phil Woods in zijn eigen gepassioneerde stijl. Onder zijn eigen naam nam hij een aantal albums op voor CBC, Gramaphone, Little Mountain Records, Unity (1989), Jazz Alliance (1990) en Justin Time Records (2000). Op het gebied van jazz was hij volgens Tom Lord tussen 1966 en 2018 betrokken bij 50 opnamesessies.

## Discografie
- 1990: Worth Waiting For (Jazz Alliance), met Kenny Barron, Chuck Deardorf, Victor Lewis
- 1999: P.J. Perry and The Edmonton Symphony Orchestra (Justin Time)
- 2004: Time Flies (Justin Time), met Ross Taggart, Neil Swainson resp. Andre Lachance, Joe LaBarbera resp. Dave Robbins
- 2007: Oliver Jones, P. J. Perry, Ian McDougall, Terry Clarke, Michel Donato: Live - Légendes du Jazz /Jazz legends: Montréal Vancouver (CBC Records)
- 2017: Alto Gusto : Live at The Yardbird Suite (Cellar Live), met Jon Mayer, Steve Wallace, Quincy Davis
- 2019: Bill Mays & PJ Perry: The Quiet Room (Cellar)

- Bibliothèque nationale de France: cb139563980 (data)
- International Standard Name Identifier: 0000 0000 7975 1480
- Library of Congress Control Number: no98017311
- MusicBrainz: c8f6ae6b-68e1-40c5-9b72-d573f6de77e5
- Nationale Bibliotheek van Israël: 987007324655005171
- Nederlandse Thesaurus van Auteursnamen: 072675888
- Système universitaire de documentation: 035832959
- Virtual International Authority File: 104829547
- WorldCat: E39PBJtX9CrtBT96K6X6K6FdwC